# Mutondo

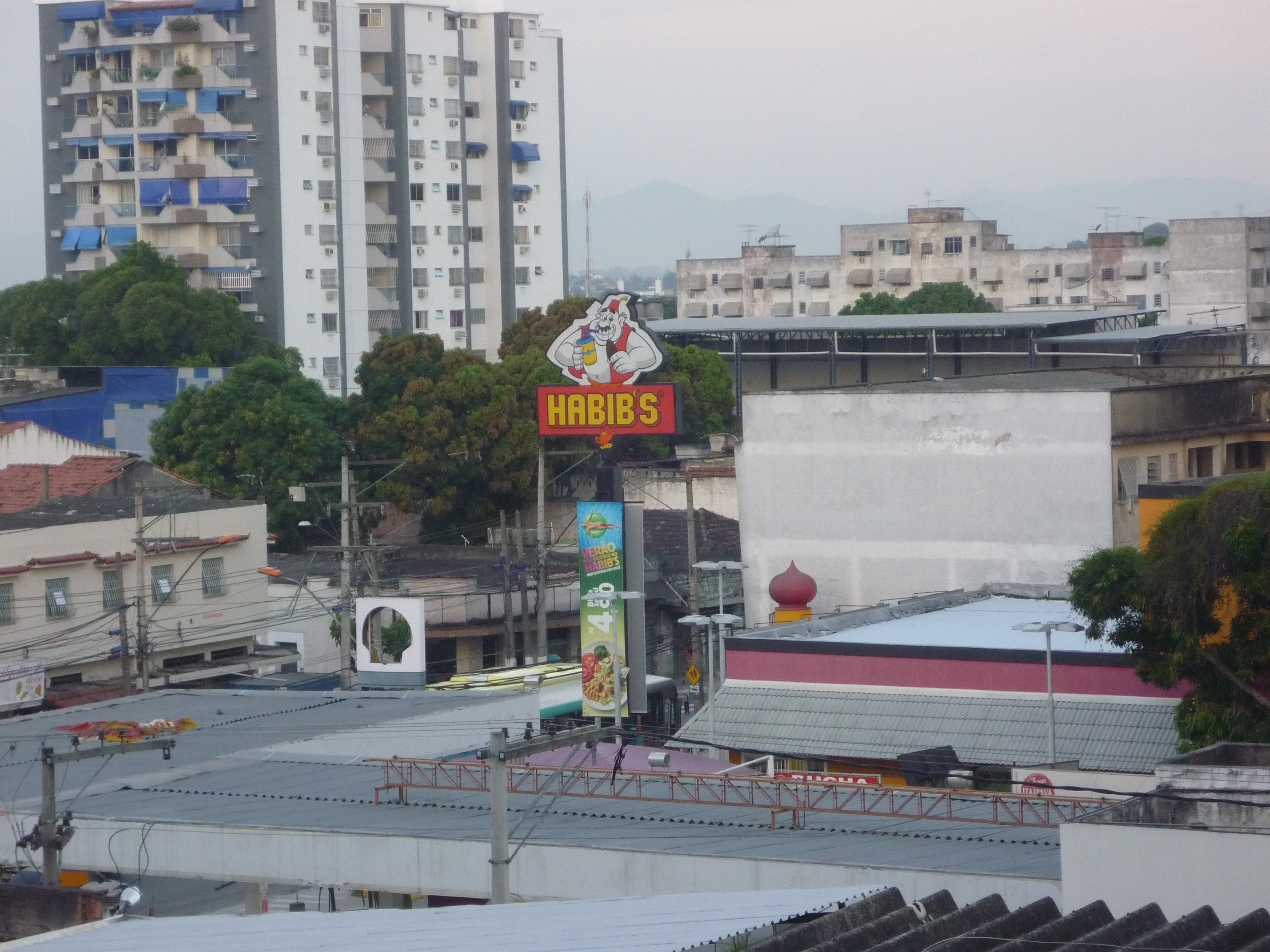
Foto direcionada para a rua Dr. Alfredo Backer

Mutondo é um bairro do município de São Gonçalo, no Rio de Janeiro.   

## O bairro
O bairro se localiza no município de São Gonçalo, fazendo parte do distrito de São Gonçalo, que é o 1º distrito do município de São Gonçalo. O Mutondo tem como bairros vizinho os bairros de: Alcântara, Antonina, Colubandê, Estrela do Norte, Galo Branco, Nova Cidade e Trindade.
Bairro com grande número de condomínios residenciais,prédios e edifícios comerciais sendo o terceiro bairro mais caro da cidade. Muitos confundem Alcântara e Mutondo, pois, os dois bairros ficam um ao lado do outro, com grande número de pessoas que o atravessam dia-a-dia, porém isso não faz a menor diferença. 
O bairro do Mutondo teve seu grande avanço e valorização no final dos anos 1990, por conta de seu vizinho o bairro de Alcântara,e por conter um grande 
avanço no comércio e em população teve grandes projetos de construtoras no mercado imobiliário fortalecendo a valorização.
Conhecido também como baixo Alcântara (referência ao baixo Gávea) local de bares e restaurantes. 
Conforme o censo do IBGE de 2010 a população do Mutondo é de 26.210 habitantes, sendo a população masculina, representa 12.177 homens, e a população feminina, 14.033 mulheres. 
Suas principais ruas são: Rua Dr Alfredo Backer, Avenida José Mendonça de Campos, Rua Guilherme Santos Andrade, Rua Dr Nilo Peçanha e Uricina Vargas.

## Comércio
O Comércio do Mutondo possui algumas escolas e um bom comércio, além de lanchonetes, fast-foods, pizzarias, restaurantes, casas de show, exemplos de restaurantes das mais variadas comidas são: o Habbis de comida árabe, Miguelito de comida japonesa, Spoleto de comida itaiana além dos restaurantes de comidas típicas brasileiras como Recanto Mineiro e Russos Laches e pizzas. Além de diversos bares, choperias e casas de show como o Guimas bar, Bom boteco, Bar Cajueiro e a casa tradicional casa de show Caneco 90.  
Também é servido por diversos comércios de porte menor, como: padarias, mercados, sacolões, lojas de vestuário e varejistas até a grandes comércios como o hipermercado Intercontinental e o Hamburgão, loja de produtos alimentícios atacadista.     

## Educação
O bairro é servido de uma boa rede de escolas que vão desde o público ao privado, são eles: o Externato Alfredo Backer fundado em 1969 (privado), o tradicional Colégio Estadual Dr Adino Xavier (público), Escola Municipal Governador Roberto da Silveira (público), Colégio Senes (privado), Centro Educacional Laura Nunes (privado) e o Colégio de Aplicação Leonardo da Vinci (privado). 

## Saúde
Na área da saúde localiza-se a Clínica Municipal Gonçalense (público), o Posto de Saúde da Família (público),  CAPS Paulo Marcos Costa (privado), a Clinica de hemodiálise Pura (privado) e diversos consultórios particulares das mais áreas médicas, como consultório psicológico e dentistas.   

## Cultura e Lazer
Durante o dia o bairro tem um intenso tráfego por sua vias, pois o mesmo localiza-se no eixo Alcântara - Centro, mas é durante a noite que o Mutondo mostra ter uma noite vibrante onde existe opções que vão desde a gastronomia até a boêmia nos seus mais variados restaurantes e bares além do entretenimento nas casas de show. 

### Igreja do Sagrado Coração de Jesus.
Nem só de boemia, redes escolares, comércio varejista e grandes condomínios residenciais vive o bairro. O Mutondo orgulha-se de contar com uma das maiores paróquias da Arquidiocese de Niterói, a Igreja do Sagrado Coração de Jesus. Encravado no alto do morro da Rua Nilo Peçanha. A igreja também marca presença no bairro pelas festas religiosas. As comemorações do Dia do Sagrado Coração de Jesus, entre os dias 31 de maio e 5 de junho, já fazem parte do calendário oficial da cidade e mobilizam milhares de fiéis todos os anos. 

## Clima
O clima do Mutondo é o mesmo de todo município de São Gonçalo, ameno e seco (20º a 35º).